# كيم هولمان
كيم هولمان (بالنرويجية البوكمول: Kim Holmen)‏ (14 يوليو 1982 بأوسلو في النرويج - ) هو لاعب كرة قدم نرويجي في مركز الهجوم. لعب مع نادي شايد ونادي لين وLørenskog IF ‏ وUllensaker/Kisa IL ‏ وKongsvinger IL Toppfotball ‏ وGrorud IL ‏.

## وصلات خارجية
- كيم هولمان على موقع قاعدة بيانات كرة القدم.إي يو (الإنجليزية)